# فوبوکی کونو
فوبوکی کونو (انگلیسی: Fubuki Kuno؛ زادهٔ ۲۷ دسامبر ۱۹۸۹) بازیکن فوتبال اهل ژاپن است که در تیم ملی فوتبال زنان ژاپن بازی کرده‌است.